# Русский Пимбур
 Русский Пимбур  — село в Спасском районе Пензенской области. Входит в состав Татарско-Шелдаисского сельсовета.

## География
Находится в северо-западной части Пензенской области на расстоянии приблизительно 9 км на юг-юго-запад от районного центра города Спасска. Поблизости находятся сёла Татарский Шелдаис, Русский Шелдаис, Мордовский Пимбур и урочище Чиуш-Каменка.

## История

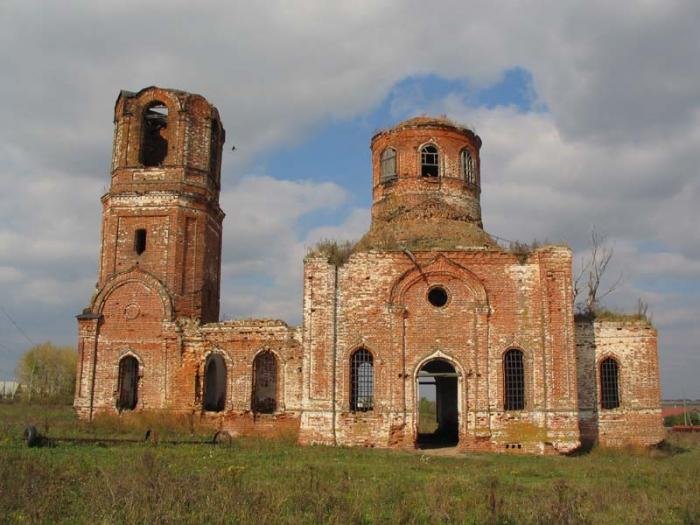
Церковь в селе Русский Пимбур

Основано в 1637 году служилыми татарами Темниковского уезда, впоследствии перешло к русским государственным и помещичьим крестьянам. В 1782 году село Никольское (Русский Пимбур) принадлежало многим помещикам, имелось семь домов господских и церковь Николая Чудотворца. В 1864 году — волостной центр Керенского уезда, 4 мельницы. В 1911 году село Русский Пимбур имело 204 двора.
В 1955 году центральная усадьба колхоза имени Андреева. В 2004 году оставалось 57 хозяйств. В селе стоит полуразрушенный кирпичный храм Николая Чудотворца, строившийся с 1868 по 1874 год под руководством протоиерея города Керенска (в настоящее время Вадинск) Иоанна Толузакова.

## Население
| 1782 | 1864 | 1877 | 1897 | 1911  | 1926  | 1930  |
| ---- | ---- | ---- | ---- | ----- | ----- | ----- |
| 754  | ↗815 | ↘564 | ↗967 | ↗1219 | ↗1244 | ↗1320 |
| 1939 | 1959 | 1979 | 1989 | 1996  | 2002  | 2010  |
| ↘795 | ↘434 | ↘169 | ↘154 | ↗168  | ↘147  | ↘100  |
| 2012 | 2015 |      |      |       |       |       |
| ↗113 | ↘98  |      |      |       |       |       |

Численность населения: 754 человека (1782 год), 815 (1864), 967 (1897), 1219 (1911), 1244 (1926), 795 (1939), 434 (1959), 169 (1979), 154 (1989), 168 (1996). Население составляло 147 человек (русские 94 %) в 2002 году.